# ماري وليامز والش
ماري وليامز والش (بالإنجليزية: Mary Williams Walsh)‏ هي صحفية أمريكية، ولدت في 5 ديسمبر 1955 في واوسو في الولايات المتحدة.